# Kirkcudbrightshire
Kirkcudbrightshire (connu aussi sous les noms de County of Kirkcudbright ou de Stewartry of Kirkcudbright) est un ancien comté d'Écosse et une des régions de lieutenance d'Écosse. Cette région doit son nom à la ville de Kirkcudbright, qui était le siège du comté.
Géographiquement, elle est incluse dans le council area de Dumfries and Galloway et plus précisément dans la petite région du Galloway.
Outre Kirkcudbright, les villes les plus importantes sont Dalbeattie et Castle Douglas.